# Zasłonak cynamonowożółty
Zasłonak cynamonowożółty (Cortinarius cinnamomeoluteus P.D. Orton) – gatunek grzybów należący do rodziny zasłonakowatych (Cortinariaceae).

## Systematyka i nazewnictwo
Pozycja w klasyfikacji według Index Fungorum: Cortinarius, Cortinariaceae, Agaricales, Agaricomycetidae, Agaricomycetes, Agaricomycotina, Basidiomycota, Fungi.
Synonimy naukowe:
- Cortinarius cinnamomeolutescens Rob. Henry 1988
- Cortinarius cinnamomeolutescens Rob. Henry 1988, var. cinnamomeolutescens
- Dermocybe cinnamomeolutea (P.D. Orton) M.M. Moser 1967
- Dermocybe cinnamomeolutea (P.D. Orton) M.M. Moser 1967, var. cinnamomeolutea
- Dermocybe cinnamomeolutea var. porphyreovelata M.M. Moser 1973
- Dermocybe cinnamomeolutescens (Rob. Henry) M.M. Moser 1953

W dawniejszych ujęciach taksonomicznych Cortinarius cinnamomeoluteus zaliczany był w obrębie rodzaju Cortinarius do sekcji Dermocybe, do której należały zasłonaki zawierające odrębny barwnik, nie występujący u innych zasłonaków.
Nazwę polską nadał Andrzej Nespiak w 1975 r. 

## Występowanie i siedlisko
Opisano jego występowanie na Alasce i w Europie. W Europie jest szeroko rozprzestrzeniony, występuje nawet na Grenalndii i Islandii, a na północy sięga po 65,5 stopień szerokości geograficznej (na Półwyspie Skandynawskim). W piśmiennictwie naukowym do 2003 r. na terenie Polski podano kilkanaście jego stanowisk.
Rośnie na ziemi w lasach liściastych, mieszanych i iglastych, na wydmach i torfowiskach, zaroślach jałowcowych, na nieużytkach rolniczych. Owocniki wytwarza od  września do listopada.

## Znaczenie
Grzyb mikoryzowy. Nie są znane jego własności spożywcze, ale uznaje się go za grzyba trującego, większość zasłonaków bowiem zawiera trującą orellaninę

## Gatunki podobne
- zasłonak cynamonowy (Cortinarius cinnamomeus). Ma blaszki o barwie od pomarańczowej do pomarańczowobrązowej, nigdy nie są żółte[6],
- zasłonak purpurowoblaszkowy (Cortinarius semisanguineus). Ma blaszki o barwie początkowo ciemnokrwistopurpurowej, potem cynamonowej od zarodników[6].
- zasłonak szafranowy (Cortinarius croceus)